# 高橋真志
髙橋 真志（たかはし まさし、1985年 - ）は、スクウェア・エニックスのゲームプロデューサー。
「スクウェア・エニックスでRPGが作りたい」という思いからスクウェア・エニックスに入社。
入社してから最初に手掛けたRPGは2012年の『ブレイブリーデフォルト フライングフェアリー』で、その後も同シリーズに携わる。『OCTOPATH TRAVELER』でプロデューサーを務めた。

## 作品
- ブレイブリーデフォルト フライングフェアリー (3DS) ：アシスタントプロデューサー
- ブレイブリーデフォルト フォーザ・シークウェル (3DS) ：アシスタントプロデューサー
- ブレイブリーセカンド エンドレイヤー (3DS) ：Co.プロデューサー
- OCTOPATH TRAVELER（Switch、PC）：プロデューサー[1]
- ブレイブリーデフォルトII (Switch) ：プロデューサー[1]